# 수도고속도로 4호선 신주쿠선
수도고속도로 4호선 신주쿠 선(일본어: 首都高速4号新宿線, しゅとこうそく4ごうしんじゅくせん 슈토코소쿠욘고신주쿠센[*])은 도쿄도 지요다구에서 스기나미구에 이르는 수도고속도로의 노선이다.

## 개요
수도고속도로 도심 환상선에서 나뉜 방사 노선 중 하나이며, 주오 자동차도와 직결된다.
대부분이 고슈 가도(국도 제20호선)과 평행하고 있다. 미야케자카 분기점에서 도심 환상선과 연결되어 있으며 니시신주쿠 분기점에서 중앙 환상선과 연결되어 있다. 또 다카이도 출입구에서 주오 자동차도와 연결되어 있다.
2007년에는 니시신주쿠 분기점과 통하는 중앙 환상선과의 연결이 완성(북쪽 방향)되었으며, 2010년에는 중앙 환상선의 남쪽 방향, 니시신주쿠 분기점 ~ 수도고속도로 3호선 시부야 선의 오하시 분기점이 개통했다. 한편, 4호선 신주쿠 선을 경유해서 도심 환상선 방면과 중안 환상선을 오고 갈 수는 없다.

### 산구바시
신주쿠 출입구와 요요기 간이 휴게소 사이에 산구바시 커브(일본어: 参宮橋カーブ, さんぐうばしカーブ)라고 불리는 급커브가 있다. 90도 직각으로 구부러져 있고 전방의 시계가 나쁘기 때문에 감속 불량 등에 기인하는 교통사고가 빈번하게 발생하고 있다. 사고 건수는 수도고속도로 내에서도 최다이며, 예를 들면 2003년도에는 연간 181건의 사고가 발생했다.
이 부근의 최고속도제한은 50 km/h이다.

## 역사
- 1964년 8월 2일 : 미야케자카 분기점 ~ 하쓰다이 출입구 구간 개통
- 1973년
  - 8월 15일 : 에이후쿠 출입구 ~ 다카이도 구간 개통
  - 10월 27일 : 하쓰다이 출입구 ~ 에이후쿠 출입구 구간 개통
- 1976년 5월 18일 : 가미타카이도(上高井戶) 지역 내가 개통되어 전구간이 개통었으며, 이와 동시에 주오 자동차도와 접속
- 2007년 12월 22일 : 중앙 환상선의 이케부쿠로 ~ 신주쿠 구간이 개통으로 니시신주쿠 분기점이 부분 개통
- 2010년 3월 28일 : 중앙 환상선의 신주쿠 ~ 시부야 구간이 개통으로 니시신주쿠 분기점이 완전 개통

## 구성
차로수
- 전 구간 왕복 4차로

제한 속도
- 미야케자카 분기점 : 최고 40 km/h
- 미야케자카 분기점 ~ 요요기 출입구 : 최고 60 km/h
- 요요기 출입구 ~ 신주쿠 출입구 : 최고 50 km/h
- 신주쿠 출입구 ~ 다카이도 출입구 : 최고 60 km/h

## 시설물
- 번호의 배경색이 ■인 구간은 공식 구간이다.
- ■로 된 구간은 산구바시(일본어: 参宮橋, さんぐうばし) 커브 구간이다.

| 번호                                            | 이름                 | 일본어 이름  | 구간 거리 | 누적 거리 | 접속 노선                                | 소재지 | 소재지     | 비고                                     |
| ----------------------------------------------- | -------------------- | ------------ | --------- | --------- | ---------------------------------------- | ------ | ---------- | ---------------------------------------- |
| 37                                              | 미야케자카 분기점    | 三宅坂JCT    |           |           | 수도고속도로 도심 환상선                 | 도쿄도 | 미나토구   | 지요다 터널 위험물적재차량 통행금지      |
| 401                                             | 가이엔 출입구        | 外苑出入口   |           | 2.5       | 가이엔히가시도리                         | 도쿄도 | 신주쿠구   | 긴자, 하네다 방면만 진입 가능            |
| 402                                             | 가이엔 출입구        | 外苑出入口   |           | 3.0       | 가이엔니시도리                           | 도쿄도 | 신주쿠구   | 신주쿠, 주오 자동차도 방면만 진입 가능   |
| -                                               | 요요기 간이 휴게소   | 代々木PA     |           |           |                                          | 도쿄도 | 시부야구   | 긴자, 하네다 방면                        |
| 403                                             | 요요기 출입구        | 代々木出入口 |           | 4.7       | 요요기 공원 방면 도로                    | 도쿄도 | 시부야구   | 긴자, 하네다 방면만 진입 가능            |
| 404                                             | 신주쿠 출입구        | 新宿出入口   |           | 5.3       |                                          | 도쿄도 | 신주쿠구   | 긴자, 하네다 방면만 진입 가능            |
| 405                                             | 신주쿠 출입구        | 新宿出入口   |           | 5.5       | 다카이도, 주오 자동차도 방면만 진출 가능 | 도쿄도 | 신주쿠구   |                                          |
| -                                               | 니시신주쿠 분기점    | 西新宿JCT    |           |           | 수도고속도로 중앙 환상선                 | 도쿄도 | 신주쿠구   | 주오 자동차도, 다카이도 방면이 합류      |
| 406                                             | 하쓰다이 출입구      | 初台出入口   |           | 6.5       | 국도 제20호선 고슈 가도                  | 도쿄도 | 시부야구   | 다카이도, 주오 자동차도 방면만 진입 가능 |
| 407                                             | 하타가야 출입구      | 幡ヶ谷出入口 |           | 6.8       | 국도 제20호선 고슈 가도                  | 도쿄도 | 시부야구   | 긴자, 하네다 방면만 진입 가능            |
| 408                                             | 에이후쿠 출입구      | 永福出入口   |           | 9.6       | 국도 제20호선 고슈 가도                  | 도쿄도 | 스기나미구 | 긴자, 하네다 방면만 진입 가능            |
| 409                                             | 에이후쿠 출입구      | 永福出入口   |           | 9.9       | 국도 제20호선 고슈 가도                  | 도쿄도 | 스기나미구 | 다카이도, 주오 자동차도 방면만 진입 가능 |
| -                                               | 에이후쿠 본선 요금소 | 永福TB       |           |           |                                          | 도쿄도 | 스기나미구 |                                          |
| -                                               | 에이후쿠 간이 휴게소 | 永福PA       |           |           |                                          | 도쿄도 | 스기나미구 |                                          |
| 411                                             | 다카이도 출입구      | 高井戸出入口 |           | 12.4      | 도쿄 도도 제14호선                       | 도쿄도 | 스기나미구 | 긴자, 하네다 방면                        |
| 주오 자동차도와 직결(고후, 나가노, 나고야 방면) |                      |              |           |           |                                          |        |            |                                          |

## 교통량
평일 24시간 교통량은 아래와 같다.(2005년도 일본 도로 교통 센서스)
- 세타가야 구 마쓰바라 2초메 43:97, 010

## 통과 지역
- 도쿄도
  - 지요다구 - 신주쿠구 - 시부야구 - 신주쿠 구 - 시부야 구 - 스기나미구

## 접속 고속도로
- 수도고속도로 도심 환상선（미야케자카 분기점에서 접속）
- 수도고속도로 중앙 환상선（니시신주쿠 분기점에서 접속）
- 주오 자동차도（다카이도 출입구에서 접속)

## 사진

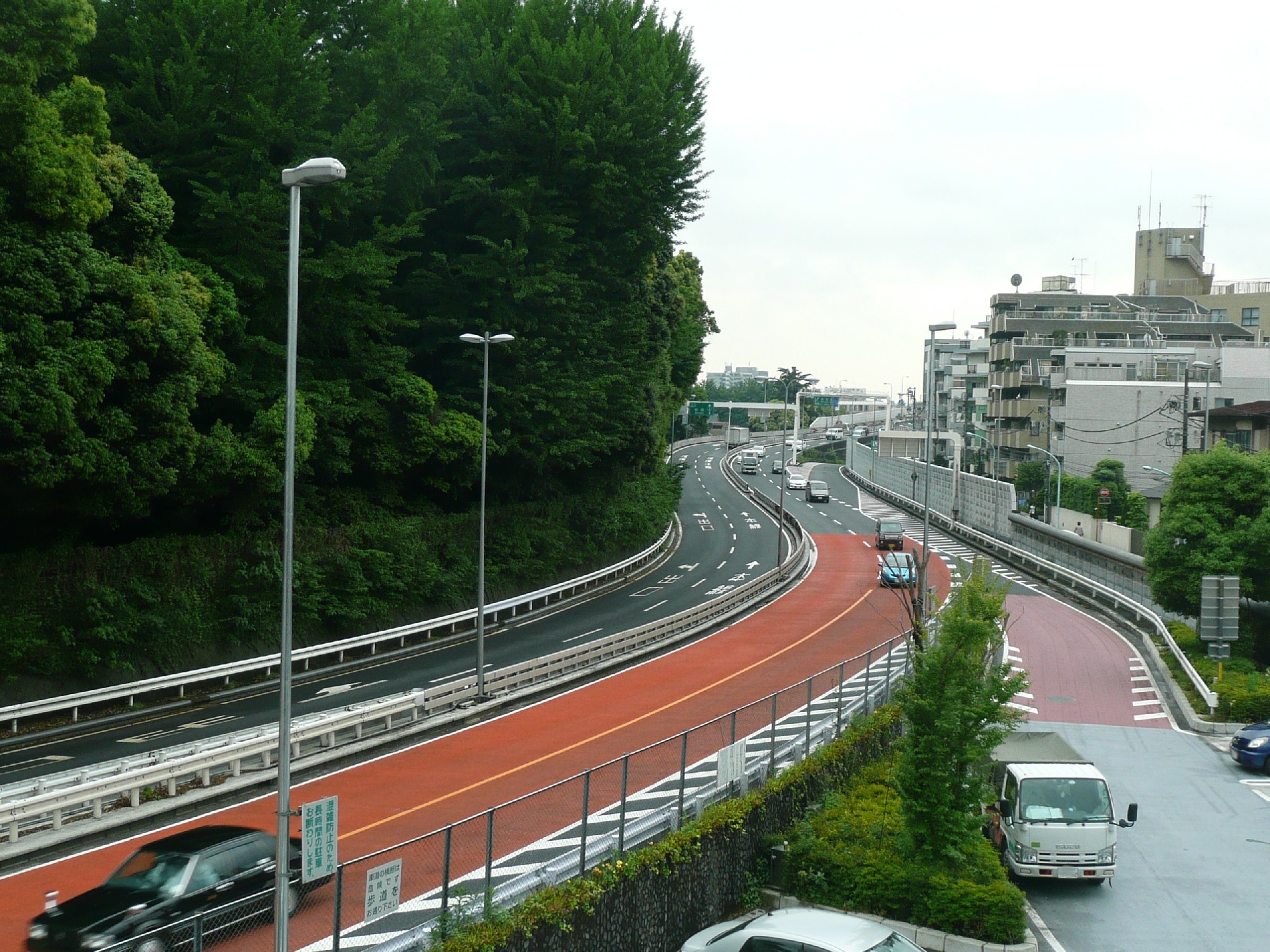
커브가 연속으로 이어져 있는 요요기 간이 휴게소의 다카이도 방면.
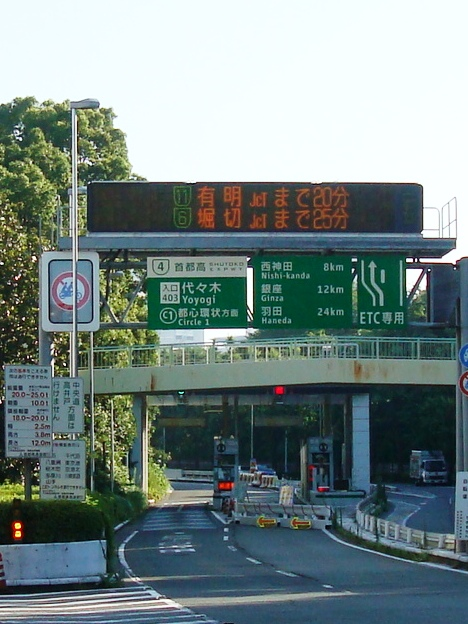
요요기 출입구
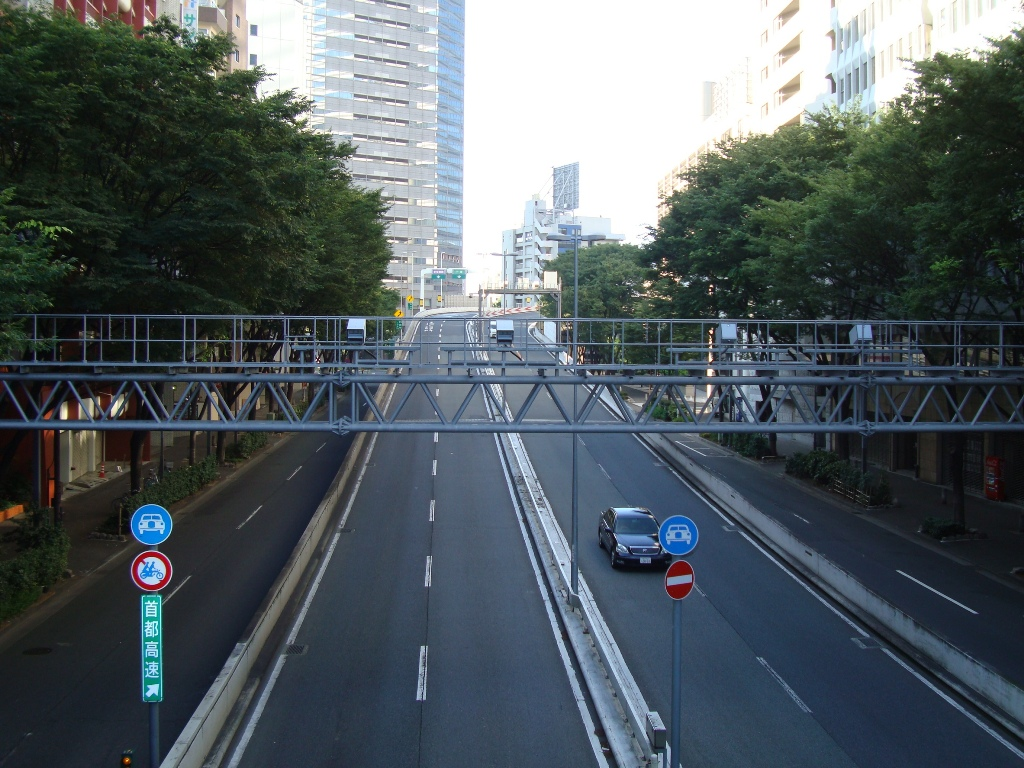
신주쿠 출입구
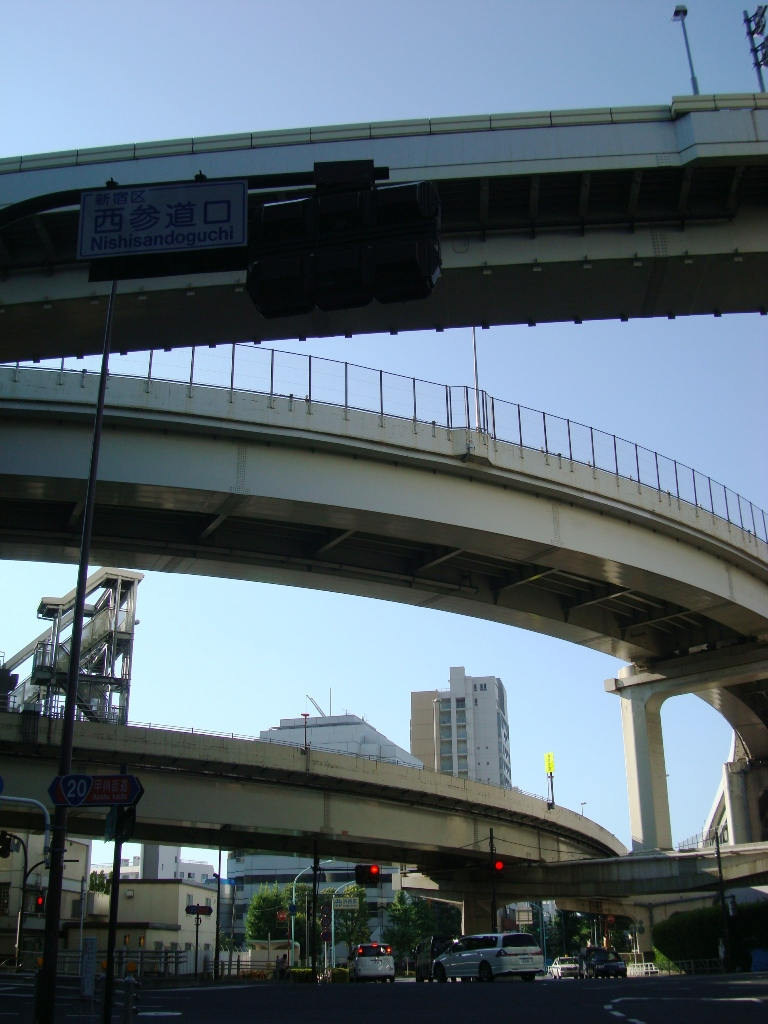
신주쿠 출입구의 고가도로
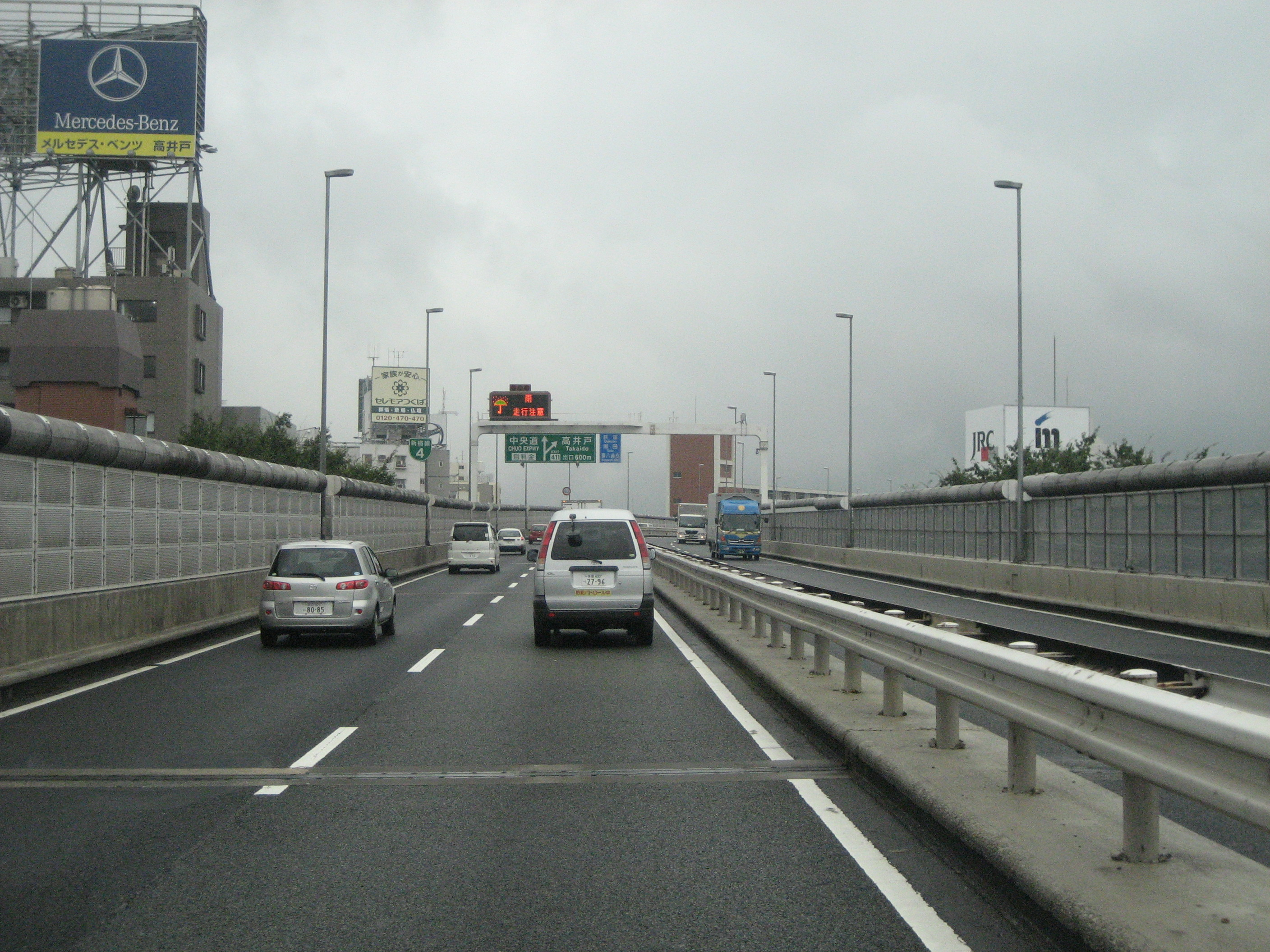
다카이도 부근

## 같이 보기
- 수도고속도로
- 간토 지방의 도로 목록